# Alvin Kraenzlein
Alvin Christian Kraenzlein, detto Al (Milwaukee, 12 dicembre 1876 – Wilkes-Barre, 6 gennaio 1928), è stato un velocista, ostacolista e lunghista statunitense, vincitore di quattro medaglie d'oro ai Giochi olimpici di Parigi 1900.
È stato il primo sportivo della storia a vincere quattro medaglie d'oro in un singolo sport in una stessa edizione dei Giochi olimpici (nel caso di sport diversi, tale primato appartiene invece a Carl Schuhmann), nonché ad oggi l'unico esponente dell'atletica leggera ad esserci riuscito con sole vittorie individuali (cioè senza le staffette).

## Biografia
Nacque a Milwaukee da Johann Georg Kränzlein e Maria Augusta Schmidt, entrambi di origine tedesca.
Studente universitario di odontoiatria, Kraenzlein vinse il suo primo titolo nazionale nel 1897 sulle 220 iarde ostacoli ai campionati dilettanti dell'Amateur Athletic Union (AAU). Negli anni successivi vinse numerosi titoli AAU e universitari tra velocità, ostacoli e salto in lungo. Si fece notare soprattutto per la sua tecnica sugli ostacoli: fu il primo a scavalcare l'ostacolo con la gamba avanti tesa, il metodo tuttora usato comunemente in questa specialità.
Nel 1900 si preparò ai Giochi olimpici in Inghilterra. Vinse il titolo britannico sulle 120 iarde ostacoli e nel salto in lungo. Alle Olimpiadi di Parigi vinse quattro titoli in tre giorni: 60 m, 110 m ostacoli, 200 m ostacoli e salto in lungo. In quest'ultima competizione vinse di appena un centimetro sul connazionale Meyer Prinstein. La curiosità è che Prinstein ottenne il secondo posto senza disputare la finale: per motivi religiosi si rifiutò di gareggiare la domenica, e per lui venne tenuta valida la misura delle qualificazioni.
Kraenzlein si ritirò dalle competizioni l'anno dopo, e si concentrò sugli studi. Ottenne la laurea, ma non lavorò mai come dentista. Ritornò all'atletica come allenatore. Allenò le squadre nazionali di Germania e Cuba.
Venne inserito nella hall of fame olimpica degli Stati Uniti nel 1985.

## Palmarès
| Anno | Manifestazione  | Sede   | Evento         | Risultato | Prestazione | Note            |
| ---- | --------------- | ------ | -------------- | --------- | ----------- | --------------- |
| 1900 | Giochi olimpici | Parigi | 60 m piani     | Oro       | 7"0         | Record olimpico |
| 1900 | Giochi olimpici | Parigi | 110 m hs       | Oro       | 15"4        | Record olimpico |
| 1900 | Giochi olimpici | Parigi | 200 m hs       | Oro       | 25"4        | Record olimpico |
| 1900 | Giochi olimpici | Parigi | Salto in lungo | Oro       | 7,185 m     | Record olimpico |